# Apogonia niasana
Apogonia niasana är en skalbaggsart som beskrevs av Moser 1913. Apogonia niasana ingår i släktet Apogonia och familjen Melolonthidae. Inga underarter finns listade i Catalogue of Life.